# 木戸好子
木戸 好子（きど よしこ、1869年12月24日（明治2年11月22日） - 1887年（明治20年）8月22日）は明治時代の女性。名前は芳子とも。木戸孝允の唯一の実子。母親は不明。木戸孝正の最初の妻。
1883年（明治16年）5月9日、靖国神社祭礼の際に神田神保町で他の女性たちと写った写真が残る。1885年（明治18年）7月17日、木戸家を継承した孝正と結婚。
1887年（明治20年）8月22日、18歳で病死。子供は無く、孝允の直系は絶えている。
夫の孝正は日記に「性質鎮静貞実万事二密ニシテ実二婦徳ヲ全備シタル者ト云可シ」と記し、その死を悼んだ。